# 아마노촌 (와카야마현)
아마노촌(天野村)은 와카야마현 이토군에 설치되었던 촌이다. 현재의 가쓰라기정 남부에 해당한다.

## 역사
- 1889년 4월 1일 - 정촌제 시행에 의해 이토군 5촌, 나카군 1촌 일부의 구역을 가지고 성립하였다.
- 1955년 3월 1일 - 미요시촌과 합병해 하시모토시가 성립하여, 동일 하시모토정은 폐지되었다.

## 참고문헌
- 角川日本地名大辞典 30 和歌山県